# (17198) Gorjup
(17198) Gorjup est un astéroïde de la ceinture principale.

## Description
(17198) Gorjup est un astéroïde de la ceinture principale. Il fut découvert le 3 janvier 2000 à Socorro (Nouveau-Mexique) par le projet LINEAR. Il présente une orbite caractérisée par un demi-grand axe de 2,28 UA, une excentricité de 0,10 et une inclinaison de 3,3° par rapport à l'écliptique.

## Compléments